# Conwoïon
Saint Conwoïon (ou Convoyon ou Konvoion) era um santo e abade bretão. Ele provavelmente nasceu por volta de 800 em Comblessac ( Ille-et-Vilaine ) em uma família galo-romana descendente, ou alegando descendência, de senadores romanos ("ex genere senatorio").
Conseguiu a fundação de uma nova abadia dedicada a São Maixent na atual aldeia de Saint-Maxent, agora na comuna de Plélan-le-Grand, onde faleceu em 868.
Ele também foi fundamental na fundação da Abadia de Redon em 832, onde foi o primeiro abade. Ele atuou como conselheiro de Nominoe, primeiro duque da Bretanha, em suas relações com Carlos, o Calvo.
O dia da festa de São Conwoïon é 5 de janeiro.